# Carroll County (New Hampshire)
Carroll County ist ein County im Bundesstaat New Hampshire der Vereinigten Staaten. 2020 hatte es 50.107 Einwohner. Der Verwaltungssitz (County Seat) ist Ossipee.

## Geographie
Die County hat eine Fläche von 2570 Quadratkilometern. Davon sind 151 Quadratkilometer (5,89 Prozent) Wasserflächen.
Nachbarcounties
- Coos County (New Hampshire), Norden
- Oxford County (Maine), Nordosten
- York County (Maine), Südosten
- Strafford County (New Hampshire), Süden
- Belknap County (New Hampshire), Südwesten
- Grafton County (New Hampshire), Westen

## Geschichte
Carroll County wurde 1840 aus den nördlichen Teilen des Strafford County gebildet und nach Charles Carroll, einem Unterzeichner der Amerikanischen Unabhängigkeitserklärung aus Maryland, benannt.
Ein Ort im County hat den Status einer National Historic Landmark, das E. E. Cummings House. 47 Bauwerke und Stätten des Countys sind insgesamt im National Register of Historic Places eingetragen (Stand 15. Februar 2018).

### Einwohnerentwicklung
| Jahr      |        |        |        |        | 1767   | 1773   | 1775   | 1783   | 1786   | 1790   |
| --------- | ------ | ------ | ------ | ------ | ------ | ------ | ------ | ------ | ------ | ------ |
| Einwohner |        |        |        |        | 0      | 1194   | 1581   | 1172   | 2180   | 4812   |
| Jahr      | 1800   | 1810   | 1820   | 1830   | 1840   | 1850   | 1860   | 1870   | 1880   | 1890   |
| Einwohner | 9230   | 13.199 | 17.561 | 19.978 | 21.307 | 21.507 | 20.465 | 17.328 | 18.224 | 18.124 |
| Jahr      | 1900   | 1910   | 1920   | 1930   | 1940   | 1950   | 1960   | 1970   | 1980   | 1990   |
| Einwohner | 16.895 | 16.316 | 15.017 | 22.623 | 24.328 | 26.632 | 28.912 | 32.367 | 27.931 | 35.410 |
| Jahr      | 2000   | 2010   | 2020   | 2030   | 2040   | 2050   | 2060   | 2070   | 2080   | 2090   |
| Einwohner | 43.666 | 47.818 | 50.107 |        |        |        |        |        |        |        |

Hinweis: Die Angaben für die Zeit vor der Gründung des County 1840 stellen die Summen der Bewohnerzahlen der später zugehörigen Towns dar und sind hier zur besseren Verfolgung der Siedlungsentwicklung mit aufgeführt.

## Gemeinden
Zusätzlich zu den unten aufgeführten 18 Towns existiert in Caroll County ein Gebiet ohne eigene Verwaltung: Hale’s Location mit 132 Einwohnern bei der Volkszählung von 2020.
| Ortschaft             | Status | Einwohner (2020) | Gesamte Fläche [km²] | Landfläche [km²] | Bevölkerungsdichte [Einwohner / km²] | Gründung     |
| --------------------- | ------ | ---------------- | -------------------- | ---------------- | ------------------------------------ | ------------ |
| Albany                | town   | 759              | 194,6                | 193,2            | 3,9                                  | 1766         |
| Bartlett              | town   | 3.200            | 195,0                | 193,9            | 16,5                                 | 1790         |
| Brookfield            | town   | 755              | 60,2                 | 59,1             | 12,8                                 | 1794         |
| Chatham               | town   | 341              | 148,5                | 147,1            | 2,3                                  | 1767         |
| Conway                | town   | 9.822            | 185,6                | 179,8            | 54,6                                 | 1760         |
| Eaton                 | town   | 405              | 66,3                 | 62,9             | 6,4                                  | 7. Nov. 1766 |
| Effingham             | town   | 1.691            | 102,6                | 99,5             | 17,0                                 | 1749         |
| Freedom               | town   | 1.689            | 98,7                 | 90,6             | 18,6                                 | 1831         |
| Hart’s Location       | town   | 68               | 48,1                 | 47,9             | 1,4                                  | 1766         |
| Jackson               | town   | 1028             | 173,4                | 173,3            | 5,9                                  | 1771         |
| Madison               | town   | 2.565            | 106,0                | 99,8             | 25,7                                 | 1852         |
| Moultonborough        | town   | 4.918            | 193,2                | 154,0            | 31,9                                 | 1763         |
| Ossipee (County Seat) | town   | 4.372            | 195,7                | 183,3            | 23,9                                 | 1785         |
| Sandwich              | town   | 1.466            | 242,1                | 233,7            | 6,3                                  | 1763         |
| Tamworth              | town   | 2.812            | 157,2                | 154,7            | 18,2                                 | 1766         |
| Tuftonboro            | town   | 2.467            | 129,5                | 106,1            | 23,3                                 | 1750         |
| Wakefield             | town   | 5.201            | 115,8                | 102,2            | 50,9                                 | 1774         |
| Wolfeboro             | town   | 6.416            | 151,4                | 124,0            | 51,7                                 | 1759         |